# Schloss Hallungen
Als Schloss Hallungen wird eine kleine hochmittelalterliche Burganlage in der Ortslage von Hallungen in der Landgemeinde Südeichsfeld im Unstrut-Hainich-Kreis überliefert.
Nach Galetti gehörte Hallungen über Jahrhunderte als eine Exklave zur Grafschaft Tonna. Eine als Quirinius bezeichnete Familie stellte den Ortsadel. Das zuletzt als Vierseithof ausgebildete Schloss war Wohnsitz der in Hallungen seit 1404 ansässigen Adelsfamilie Zenge. Auch diese gehörten zum Dienstadel der Grafen von Tonna-Gleichen. Die aus dem Familienwappen übernommene Säule befindet sich im Ortswappen von Hallungen. Die noch Mitte des 19. Jahrhunderts erwähnten Reste des Schlosses standen nahe der Dorfkirche am südlichen Ende des Dorfes und gehen auf eine dort errichtete Niederungsburg am Lempertsbach zurück.